# Црква Светог Јована у Грмову
Црква Светог Јована је била парохијска црква у Грмову, насељеном месту на територији општине Витина, на Косову и Метохији. Припадала је Епархији рашко-призренске Српске православне цркве.
Парохијска црква посвећена Светог Јована налазила се четири километра западно од Витине.

## Разарање цркве 1999. године
Црква у Грмову је најпре спаљена, а потом потпуно срушена експлозивом 25. јула 1999. године од стране албанских екстремиста након доласка америчких снага КФОР-а.